# Hayden Wilde
Hayden Wilde (Taupō, 1 de setembro de 1997) é um triatleta neozelandês, medalhista olímpico.

## Carreira
Wilde conquistou a medalha de bronze nos Jogos Olímpicos de Verão de 2020 em Tóquio na prova individual masculino com o tempo de 1:45:24. Nos Jogos Olímpicos de Verão de 2024, em Paris, conquistou a medalha de prata no evento masculino de triatlo, com o tempo de 1:43:39.